# Euclides (kráter)
Euclides je malý měsíční impaktní kráter o průměru 12 km a hloubce 1300 m, který se nachází poblíž východního okraje Oceanus Procellarum, asi 30 kilometrů západně od pohoří Montes Riphaeus. Okolní oblast je bez větších a výraznějších kráterů. Kráter je pojmenován po řeckém matematikovi Eukleidésovi.